# Sunitha Krishnan

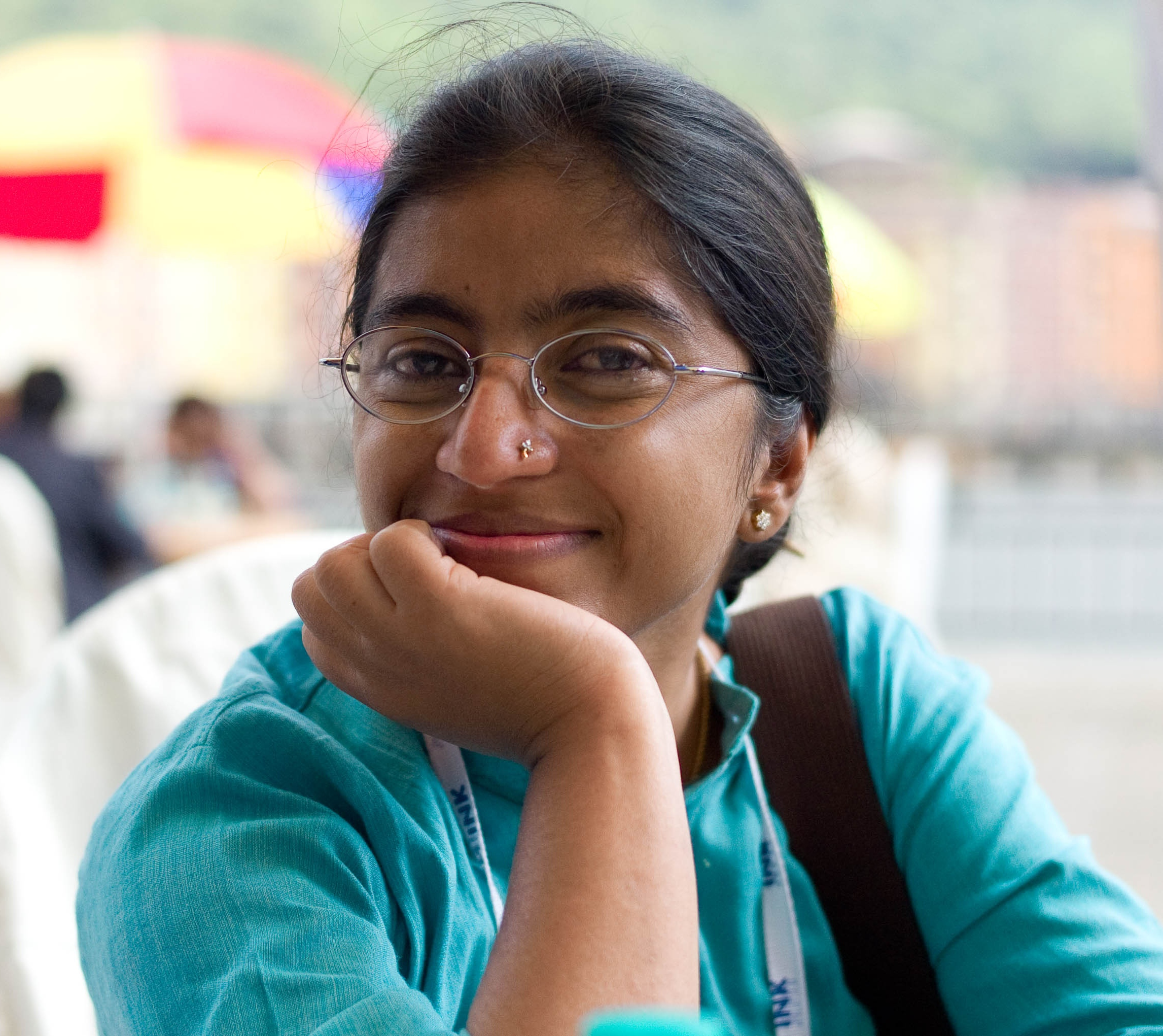
Sunitha Krishnan

Sunitha Krishnan (Kannada ಸುನಿತಾ ಕೃಷ್ಣನ್; geb. 22. Mai 1972 in Bengaluru) ist eine indische Menschenrechtlerin. Sie ist insbesondere für ihren Einsatz für Opfer sexueller Ausbeutung bekannt.

## Leben
Krishnan wuchs in einer Mittelklassenfamilie auf. Ihre frühe Bildung absolvierte sie aufgrund der beruflichen Verpflichtungen ihres Vaters beim Department of Survey in verschiedenen Teilen Indiens, darunter Bangalore, Mumbai, Delhi und im Nordosten des Landes. Sie schloss ihren Bachelor in Umweltwissenschaften am St. Josephs College of Arts & Science in Bangalore ab und absolvierte im Jahr 1995 ein Masterstudium in Medizinischer und Psychiatrischer Sozialarbeit an der Roshni Nilaya in Mangalore. Bereits in jungen Jahren engagierte sich Krishnan sozial und war von der Notwendigkeit zur Hilfe benachteiligter Gemeinschaften getrieben. Ein einschneidendes Erlebnis in ihrer Jugend war eine Gruppenvergewaltigung, die sie tief prägte und ihren Lebensweg entscheidend beeinflusste. Daraus resultierte familiäre und gesellschaftliche Ablehnung und sie entschied sich zur Zuwendung zu den am stärksten marginalisierten und ausgebeuteten Menschen. Sie ist mit dem Filmemacher Rajesh Touchriver verheiratet, der ihr bei Aufklärungs- und Unterstützungsprojekten assistiert.

## Wirken
Krishnan ist Mitbegründerin von Prajwala, einer gemeinnützigen Organisation, die sich der Rettung, Rehabilitierung und Wiedereingliederung von Opfern sexueller Ausbeutung widmet. Prajwala wurde im Jahr 1996 ins Leben gerufen und hat seitdem Tausende von Frauen und Kindern gerettet und unterstützt. Die Organisation betreibt mehrere Übergangsschulen und Schutzeinrichtungen und führt zur Bewahrung der Kinder Prostituierter vor einem ähnlichen Schicksal umfassende Bildungsprogramme durch. Durch ihre Arbeit und ihre Kampagnen hat Krishnan nicht nur auf nationaler, sondern auch auf internationaler Ebene bedeutende politische und rechtliche Reformen zur Stärkung des Schutzes und der Rechte von Opfern sexueller Gewalt angestoßen.

## Auszeichnungen
Krishnan erhielt für ihren Einsatz zahlreiche Preise, darunter den Padma Shri, eine der höchsten zivilen Auszeichnungen Indiens, sowie internationale Anerkennungen wie den Trafficking in Persons (TIP) Hero Award des US-Außenministeriums und den CIVICUS Nelson Mandela Innovation Award. Im Jahr 2016 erhielt sie den Deutsch-Französischen Preis für Menschenrechte und Rechtsstaatlichkeit.